# دنيس درابر
دنيس درابر هو عسكري كندي، ولد في 1873 في Sutton, Quebec ‏ في كندا، وتوفي في 1951 في تورونتو في كندا.